# Телегід
Електронний телегід (англ. Electronic Program Guide, EPG або Electronic Service Guide, ESG) — інтерактивна послуга в цифровому телебаченні або радіомовленні, забезпечує гнучкість в управлінні цифровим контентом.
Електронний телегід (EPG) являє собою екранне меню, що відображає розклад теле- або радіопрограм з можливістю інтерактивної навігації контенту за часом, назвою, каналу, жанром і т. д. за допомогою пульта дистанційного керування.
Електронний телегід (EPG) є у всіх ресиверах цифрового телебачення, а також у всіх сучасних телевізорах, які мають вбудований тюнер (декодер) цифрового телебачення.

## Можливі функції EPG
- Вибір контенту за жанрами, напрямам, алфавітом, рейтингом та ін.
- Відображення рівнів доступу до розділів чи каналів, паролі чи політика «батьківського контролю»
- Надання інтерфейсу для доступу до сервісу PVR /DVR (відеозапис) і TimeShift (зсув у часі) для запису за заданими інтервалами часу обраних ТВ каналів через EPG, редагування часових інтервалів перегляду
- Дозволяє користувачеві встановлювати нагадування про передачу або про подію
- Здійснює попередній перегляд ТБ каналів приймаються при адресній розсилці у вигляді виведення відео в розмірі 1/8 або 1/16 екрану зі звуком або без нього
- Навігація по розділах меню для отримання розширеної інформації про телепередачі, фільми, радіопередачі
- Дозволяє виводити екранну клавіатуру і застосовувати її для набору символів
- Вибір формату телемовлення, якщо він доступний (SD і HD відео, бітрейт для аудіо)
- Виведення списку доступного відеоконтенту для сервісів VoD (відео за запитом)

## Способи збору інформації
Інформація, що поставляється електронному телегіду, може бути зібрана прийомним обладнанням з кожного переданого каналу або передаватися в окремому каналі. Для полегшення першого методу Європейським Телекомунікаційним Інститутом Стандартів (ETSI) був виданий стандарт ETS 300707.